# Juan del Río Martín
Juan del Río Martín (Ayamonte (Huelva) 14 de octubre de 1947-Madrid, 28 de enero de 2021), arzobispo castrense de España entre 2008 y 2021.

## Biografía

### Formación
En 1964 completa sus estudios de Bachillerato en Ayamonte. Ingresa en el Seminario de Sevilla en 1965, donde realizará sus estudios de Filosofía y Teología hasta 1973. Para puntualizar este dato anterior, y debido a las obras que tuvo que sufrir el Seminario Diocesano de San Telmo, los primeros años los pasó en el de Umbrete (Sevilla).
En 1975 obtiene el título de graduado social por la Universidad de Granada. 
Enviado a Roma en 1979, se licenció en Teología Dogmática en la Universidad Pontificia Gregoriana, obteniendo posteriormente en dicha universidad la titulación de doctor en la misma especialidad con una tesis sobre la eclesiología de san Juan de Ávila.

### Sacerdocio
Ordenado sacerdote el 2 de febrero de 1974 en Sevilla, desarrolla todo su ministerio pastoral en la archidiócesis hispalense. 
Como sacerdote desempeñó los siguientes cargos:
- Profesor del Seminario Menor (1973-1979) y cura encargado de la parroquia de Santa María la Mayor de Pilas (1976-1979).
- Vicerrector del Seminario Metropolitano de Sevilla y profesor de Religión en el Instituto Nacional de Bachillerato "Ramón Carande" (1984-1987).
- Párroco de la parroquia de Nuestra Señora de Valme y Beato Marcelo Spínola de Dos Hermanas (1987).
- Colaborador en la realización del pabellón de la Santa Sede en la Expo 92 (1990-1992), ejerciendo el cargo de director adjunto del mismo durante el periodo de la Expo.
- Secretario del consejo presbiteral de la diócesis (1995-2000).
- Profesor de Teología en el Centro de Estudios Teológicos de Sevilla (1984-2000), en el Instituto de Liturgia "San Isidoro" (1990-2000) y en la Universidad de Sevilla (1994-2000).
- Director de la Oficina de Información de los obispos del Sur de España (1988-2000).
- Delegado diocesano de Pastoral Universitaria, director espiritual de la Hermandad de los Estudiantes y director del Servicio de Asistencia Religiosa de la Universidad Hispalense (1987-2000).

## Episcopado

### Obispo de Asidonia-Jerez
El 29 de junio de 2000 es nombrado segundo obispo de la Diócesis de Asidonia-Jerez por san Juan Pablo II. Su consagración la llevó a cabo el nuncio apostólico en España Manuel Monteiro de Castro el 23 de septiembre de dicho año. 

### Arzobispo Castrense de España
El 30 de junio de 2008, el papa Benedicto XVI lo nombró arzobispo castrense de España y  administrador apostólico de Asidonia-Jerez hasta la llegada de su sucesor, con las facultades ordinarias de todo obispo residente.

### Fallecimiento
El arzobispo castrense falleció el 28 de enero de 2021 sobre las once de la mañana, en el hospital Gómez Ulla de Madrid, víctima de COVID-19 tras permanecer hospitalizado durante una semana.